# Sewastopol
Sewastopol (ukr. i ros. Севастополь; krymskotat. Акъяр, Aqyar; gr. Σεβαστούπολη) – miasto w południowej części Półwyspu Krymskiego, przy Zatoce Sewastopolskiej. De iure należy do Ukrainy, zaś de facto od 2014 roku stanowi część Rosji jako jedno z jej miast wydzielonych. Według ostatniego ukraińskiego spisu powszechnego (2014) miasto liczyło 385 998 osób. Według rosyjskiego spisu powszechnego miasto liczy obecnie (2021) 513 149 osób.
Od 1954 roku razem z resztą Półwyspu Krymskiego traktowany jako część Ukraińskiej Socjalistycznej Republiki Radzieckiej. Po przekształceniu Ukraińskiej SRR w niepodległą Ukrainę w 1991 roku znalazł się pod bezpośrednią kontrolą władz tego państwa jako miasto wydzielone, niewchodzące w skład republiki autonomicznej obejmującej Półwysep Krymski. W marcu 2014 roku rada miasta jednostronnie ogłosiła, że Sewastopol będzie częścią Federacji Rosyjskiej. Niedługo później zarówno tereny miasta wydzielonego Sewastopol, jak i Autonomicznej Republiki Krymu przyłączono do Rosji, co było następstwem referendum, w którym głosujący przytłaczającą większością głosów opowiedzieli się za przynależnością krymskich ziem do Federacji Rosyjskiej. Po przyłączeniu do Rosji Sewastopol zachował status miasta wydzielonego, jednak nie jest uznawany jako część Rosji przez społeczność międzynarodową, która uważa Sewastopol i cały Krym za część Ukrainy.
Miasto stanowi wielki port wojenny na Morzu Czarnym, bazę rosyjskiej Floty Czarnomorskiej po rozpadzie ZSRR.

## Położenie

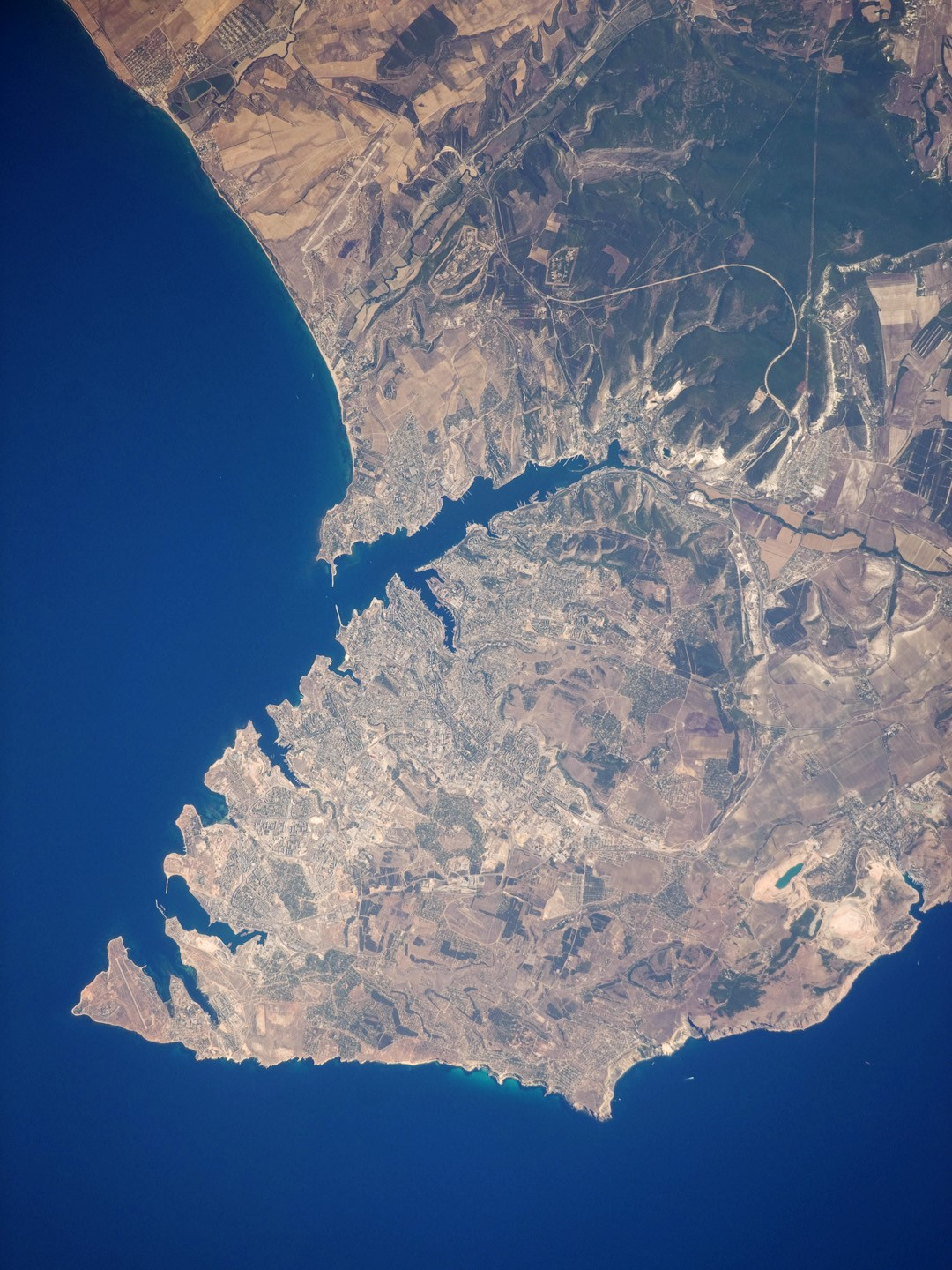
Zdjęcie satelitarne Sewastopola

Sewastopol znajduje się na południowo-zachodnim krańcu Półwyspu Krymskiego na cyplu zwanym Półwyspem Heraklesa na wybrzeżu Morza Czarnego. Samo miasto jest skoncentrowane głównie w zachodniej części regionu na wybrzeżu Zatoki Sewastopolskiej. We wschodniej części miasta znajduje się Bałakława, która w 1957 roku została włączona do Sewastopola.

## Historia

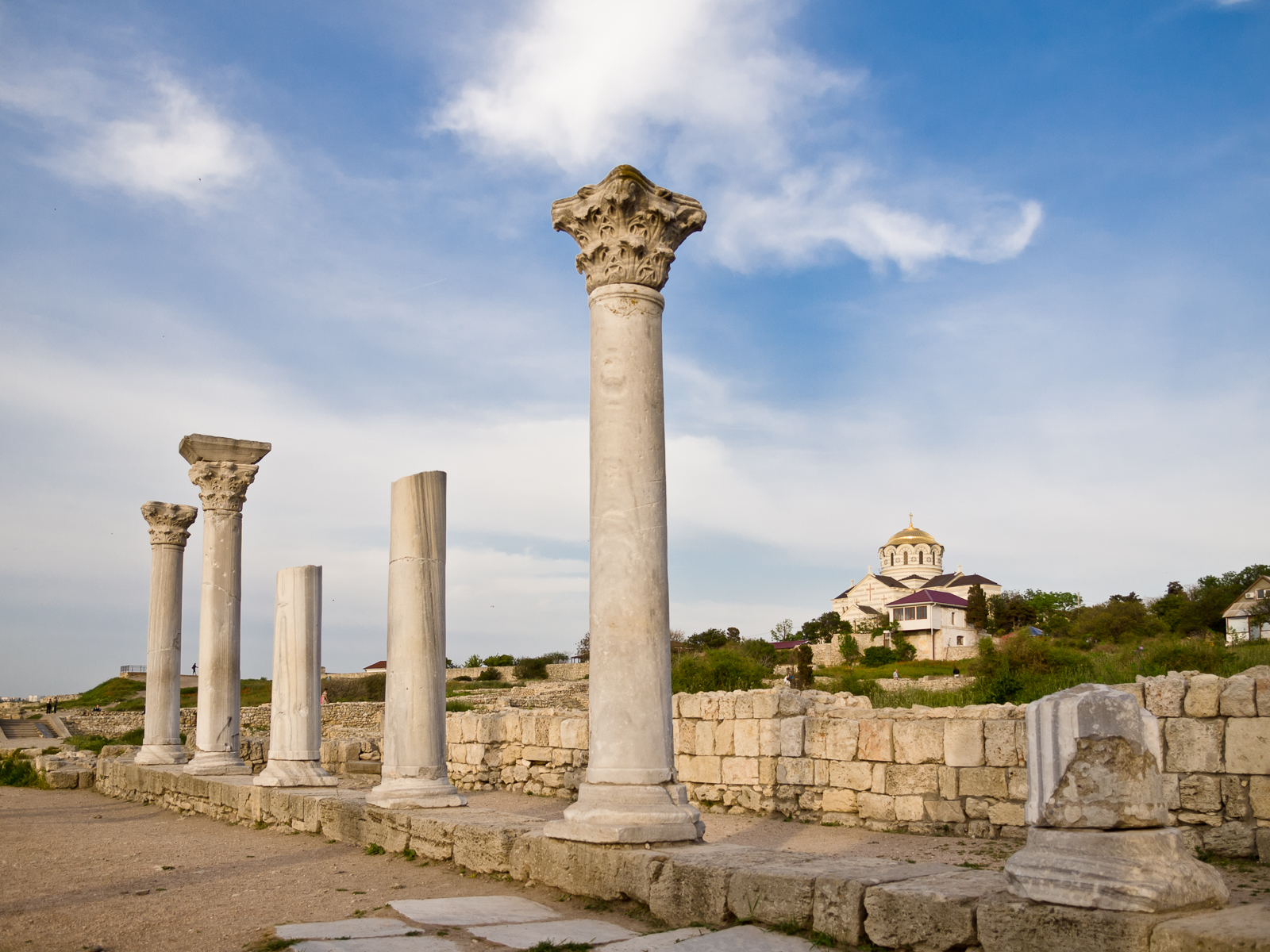
Ruiny Chersonezu Taurydzkiego i sobór św. Włodzimierza

W VI wieku p.n.e. na terenie Sewastopola znajdowała się grecka kolonia Chersonez Taurydzki. Istniała przez prawie dwa tysiące lat, najpierw jako niezależna demokracja, a później jako część Królestwa Bosporańskiego. W XIII i XIV wieku miasto zostało kilkakrotnie najechane przez Imperium mongolskie i ostatecznie całkowicie opuszczone. Ruiny greckiej kolonii są dziś atrakcją turystyczną miasta.
Miasto zostało założone przez rosyjskiego kontradmirała Thomasa MacKenzie 3 (14) czerwca 1783 jako baza Floty Czarnomorskiej i ważny port handlowy, kilka miesięcy po przyłączeniu Półwyspu Krymskiego do Imperium Rosyjskiego. Pierwotna tatarska nazwa miasta Achtiar została zmieniona na Sewastopol (z gr. Σεβαστός, trl. sewastos – „szacowny”, „czczony” i πόλη, trl. polis – „miasto”) dekretem carycy Katarzyny II Wielkiej z 10 (23) lutego 1784 roku. W dekrecie tym caryca nakazała księciu taurydzkiemu Grigorijowi Potiomkinowi budowę w tym miejscu wielkiej twierdzy. Od 1804 roku Sewastopol był zarówno twierdzą, jak i głównym rosyjskim portem wojennym nad Morzem Czarnym.

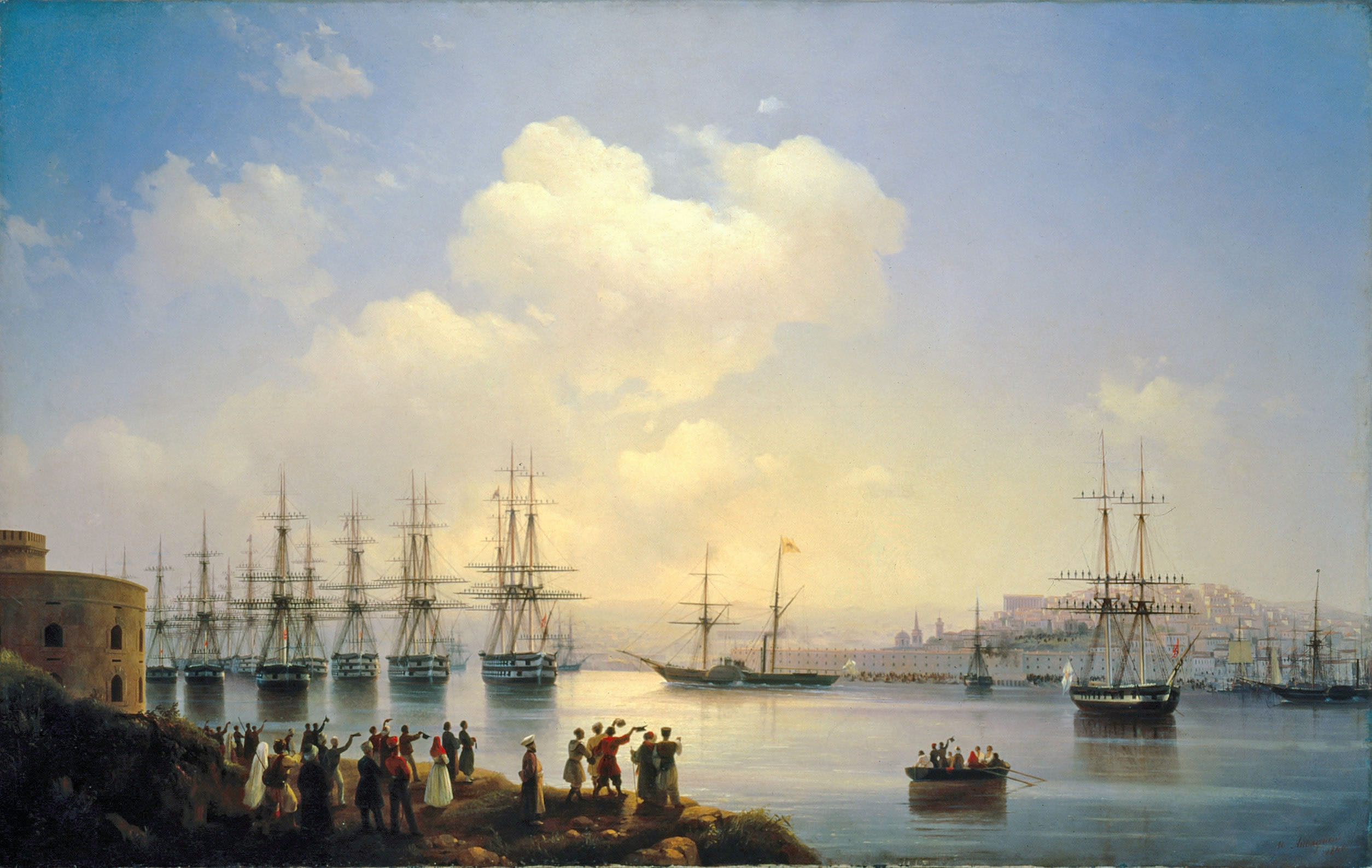
Statki w porcie Sewastopolu, 1846

Podczas wojny krymskiej w latach 1854–1856 miasto było przez 11 miesięcy oblegane, a następnie zajęte przez siły koalicji brytyjsko-francusko-sardyńsko-tureckiej. Rosjanie ewakuując się przez most pontonowy w północnym wlocie portu zatopili swoje okręty, by zapobiec dostaniu się ich w ręce wroga i zablokować wpłynięcie zachodnich statków. Oblężenie koncentrowało się głównie wokół południowej dzielnicy miasta, a ostateczne bombardowanie z użyciem 775 dział trwało 3 dni. Po wejściu wojsk zachodnich miasto było zupełnie zniszczone. Na Cmentarzu Braterstwa powstałym w 1853 roku spoczywa ponad 100 tysięcy rosyjskich żołnierzy. W soborze św. Włodzimierza w Krypcie Grobowej Admirałów spoczywają trzej bohaterowie bitwy o Sewastopol, admirałowie marynarki Pawieł Nachimow, Władimir Korniłow oraz Władimir Istomin.
W 1856 roku, na mocy traktatu paryskiego Sewastopol został zdemilitaryzowany, a następnie, do 1899 roku był portem handlowym (potem przeniesiono go do Teodozji). W międzyczasie, w 1871 roku ponownie uczyniono go siedzibą portu wojennego i bazą Floty Czarnomorskiej.
Podczas rewolucji 1905–1907 w mieście miało miejsce zbrojne powstanie marynarzy służących na okrętach Floty Czarnomorskiej, głównie na pancerniku Potiomkin i krążowniku Oczakow. 
W marcu (lutym) 1917 roku miasto było jednym z ognisk rewolucji w Rosji (siedziba garnizonu i floty), zaś w czasie rosyjskiej wojny domowej, w okresie od maja do listopada 1918 roku zostało zajęte najpierw przez wojska niemieckie, a następnie przez oddziały brytyjsko-francusko-greckie. W okresie od lipca 1919 do grudnia 1920 roku było okupowane przez wojska Antona Denikina. W czasach bezpośrednio po I wojnie światowej w Sewastopolu funkcjonowała polska placówka o charakterze konsularnym.
W czasie II wojny światowej Sewastopol został zdobyty przez wojska niemieckie i rumuńskie w lipcu 1942 roku, po 8-miesięcznym oblężeniu. W wyniku walk miasto uległo całkowitemu zniszczeniu. Zostało wyzwolone przez Armię Czerwoną w maju 1944 roku (w szturmie na miasto brał udział m.in. Əlif Piriyev). W 1945 roku otrzymało od władz radzieckich tytuł „Miasta Bohatera”.
Po II wojnie światowej, zgodnie z planami Moskwy Sewastopol miał zostać odbudowany w oparciu o socjalistyczny model ceniony przez Józefa Stalina i zastosowany w większości innych powojennych radzieckich miast oraz miejscowości. Jednak przysłani z Moskwy architekci i urbaniści przyswoili miejscowe tradycje i odeszli od narzuconych przez władze centralne projektów, aby współpracować z lokalnymi urzędnikami oraz mieszkańcami, którzy przejęli kontrolę nad procesem planowania i doprowadzili do odbudowy miasta w sposób szanujący jego charakterystyczną, historyczną tożsamość. W rezultacie odbudowany Sewastopol przypominał XIX-wieczne rosyjskie miasto z obsadzonymi drzewami bulwarami, szerokimi chodnikami oraz budynkami, nazwami ulic i pomnikami jego bohaterstwa w wojnach zarówno dawnych, jak i niedawnych.
Przez cały okres istnienia ZSRR Sewastopol pozostawał miastem zamkniętym. Oznaczało to, że wszyscy niebędący jego mieszkańcami musieli zwrócić się do władz z wnioskiem o tymczasowe zezwolenie na wizytę w mieście. Specjalny status miasta został potwierdzony ukazem prezydium Rady Najwyższej Rosyjskiej Federacyjnej Socjalistycznej Republiki Radzieckiej z 29 października 1948 roku. W 1954 roku terytorium Półwyspu Krymskiego dotychczas należące do Rosyjskiej Federacyjnej Socjalistycznej Republiki Radzieckiej na mocy uchwały Rady Najwyższej ZSRR włączono w skład Ukraińskiej Socjalistycznej Republiki Radzieckiej, co w praktyce rozciągnięto również na Sewastopol. W 1957 roku w granice miasta włączono Bałakławę.
Status Sewastopola w latach 1954–1991 budzi pewne wątpliwości. Ponieważ administracyjnie stanowił odrębną od Krymu jednostkę, można się spotkać z tezą, że nawet po cesji Krymu na rzecz USRR pozostał on miastem wydzielonym RFSRR; podnosi się również argument, że po 1954 miasto było w dalszym ciągu zarządzane z Moskwy. Przeciwnicy owej tezy przypominają, że o ile obie republiki w swoich konstytucjach dokonywały wyliczenia miast wydzielonych, to tylko Ukraińska SRR wymieniała wśród nich Sewastopol; ponadto różne działające w tym mieście instytucje były podporządkowane organom wyższego szczebla właściwym dla USSR, zaś deputowani z Sewastopola zasiadali w Radzie Najwyższej Ukraińskiej SRR.
Związek Radziecki nie był państwem prawa. Dopóki zarówno RFSRR, jak i USSR wchodziły w jego skład, kwestia przynależności państwowej Sewastopola wewnątrz Związku nie odgrywała realnej roli.
Po rozpadzie ZSRR i powstaniu państwa Ukraina, zgodnie z artykułem 133. Konstytucji Ukrainy Sewastopol, wraz z Kijowem, otrzymał specjalny status, jako jednostka administracyjna pierwszego poziomu. Nie został włączony do Autonomicznej Republiki Krymu, utworzonej na obszarze Półwyspu Krymskiego.
6 marca 2014 roku rada miasta jednostronnie ogłosiła, że „miasto Sewastopol będzie częścią Federacji Rosyjskiej jako podmiotu Federacji Rosyjskiej”.

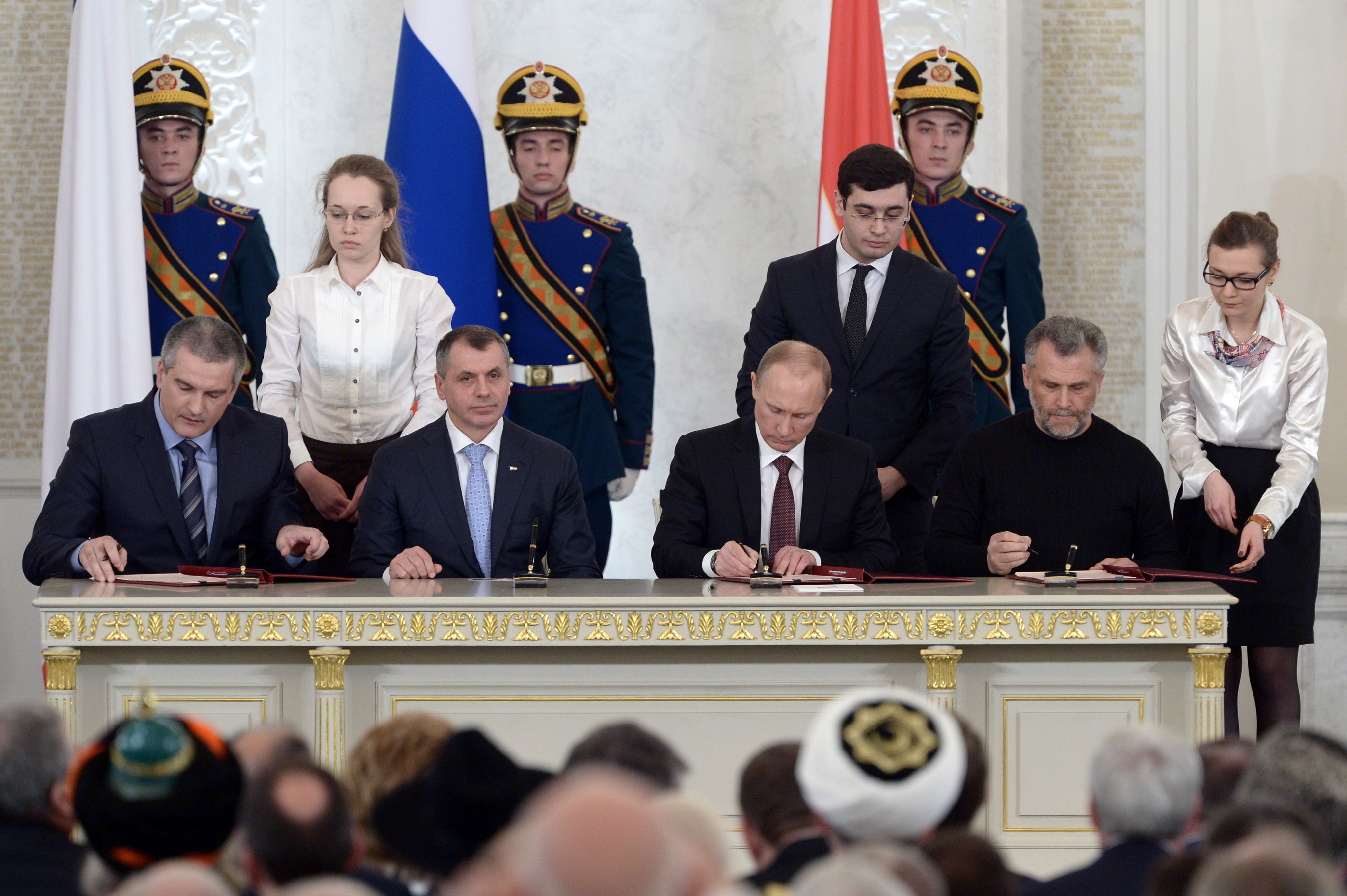
Podpisanie traktatu o przyłączeniu krymskich ziem do Rosji. Od lewej do prawej: Siergiej Aksionow, Władimir Konstantinow, Władimir Putin i Aleksiej Czałyj

16 marca 2014 roku podczas referendum na Półwyspie Krymskim według oficjalnych danych 95,6% głosujących opowiedziało się za przyłączeniem krymskich ziem do Rosji. W wyniku referendum proklamowano niepodległą, aczkolwiek nieuznawaną na arenie międzynarodowej Republikę Krymu, której integralną częścią został Sewastopol. 18 marca władze Republiki Krymu i Rosji podpisały traktat w sprawie przyjęcia tej republiki do Federacji Rosyjskiej o następującej treści:
- terytorium Autonomicznej Republiki Krymu zostaje włączone do Rosji jako jedna z jej republik pod nazwą Republika Krymu
- Sewastopol zostaje miastem wydzielonym
- obie jednostki administracyjne wchodzą w skład Krymskiego Okręgu Federalnego[16]

Traktat wszedł w życie z dniem ratyfikacji, czyli 21 marca 2014 roku. Nowy status polityczny Półwyspu Krymskiego nie jest uznawany na arenie międzynarodowej. Przez ONZ i większość państw świata Sewastopol i reszta Krymu są uważane za część Ukrainy.

## Zabytki
- Park historyczny Chersonez Taurydzki. Na jego obszarze zrekonstruowano częściowo budowle z czasów osadnictwa greckiego na tym terenie.
- Sobór św. Włodzimierza. Odbudowany po zniszczeniach wojennych sobór znajduje się na terenie Chersonezu Taurydzkiego.

## Demografia
Według danych z 2021 roku Sewastopol zamieszkuje 513 149 osób, co czyni go największym miastem na Krymie. Według ukraińskiego spisu powszechnego z 2001 roku największa grupa etniczna miasta to Rosjanie (71,6%), później kolejno Ukraińcy (22,4%), Białorusini (1,6%), Tatarzy (0,7%), Tatarzy krymscy (0,5%), Ormianie (0,3%) Żydzi (0,3%), Mołdawianie (0,2%) i Azerowie (0,2%).

## Status i podział administracyjny

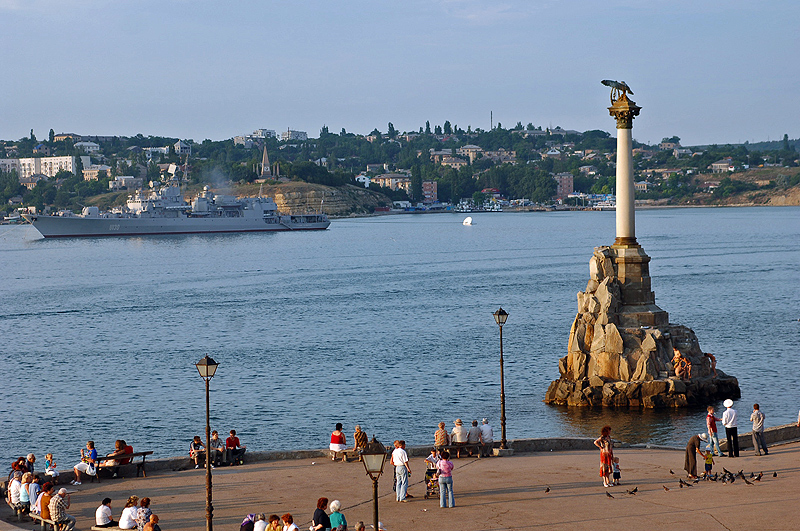
Widok na zatokę w Sewastopolu

Sewastopol jako miasto de iure ukraińskie jest miastem wydzielonym, na prawach obwodu. Sewastopolska rada miejska na północy i wschodzie graniczy z Republiką Autonomiczną Krymu, na południu i zachodzie granicą jest wybrzeże Morza Czarnego. Granica lądowa liczy 106 km, a morska – 143 km. Władze samorządowe reprezentuje Rada Miejska Sewastopola, a władze państwowe Sewastopolska Miejska Administracja Państwowa. Natomiast de facto należąc do Rosji jako jedno z jej miast wydzielonych Sewastopol jest zarządzany przez gubernatora – od 2 października 2020 roku funkcję tę pełni Michaił Razwożajew.
Administracyjnie Sewastopol znalazł się w składzie, utworzonej w 1921 roku, Krymskiej Autonomicznej Socjalistycznej Republiki Radzieckiej, będącej częścią Rosyjskiej Federacyjnej Socjalistycznej Republiki Radzieckiej. Po likwidacji tejże w 1946 roku, wszedł w skład obwodu krymskiego na prawach miasta wydzielonego (miasto o statusie rejonu). 29 października 1948 roku wydzielono Sewastopol z obwodu jako osobną jednostkę administracyjną („miasto republikańskiego podporządkowania”). W 1954 roku obwód krymski został przekazany Ukraińskiej SRR, de facto przekazano także Sewastopol, choć de iure nie uwzględniono tego faktu w odpowiednich aktach prawnych – jednak w Konstytucji Ukraińskiej SRR z 1978 roku (artykuł 77) stwierdzono, że Sewastopol jest jednym z dwóch (obok Kijowa) miast republikańskiego podporządkowania. Po rozpadzie Związku Radzieckiego Sewastopol pozostał, jako osobna jednostka, w granicach niepodległej Ukrainy, pomimo decyzji Rady Najwyższej Federacji Rosyjskiej o rozpoczęciu prac nad zmianą konstytucji, tak by wymieniała miasto wśród jednostek administracyjnych Rosji.
2 marca 2014 roku władze Sewastopola wystąpiły do władz krymskich o włączenie miasta w skład Republiki Autonomicznej Krymu. 11 marca 2014 roku połączone zgromadzenie radnych Rady Najwyższej Republiki Autonomicznej Krymu i Rady Miejskiej Sewastopola przyjęło deklarację niepodległości Republiki Krymu.
Sewastopol dzieli się na 4 rejony:
- rejon bałakławski
- rejon gagariński
- rejon leniński
- rejon nachimowski

W ich skład wchodzą dodatkowo 1 miasto (Inkerman), 1 osiedle typu miejskiego (Kacza), 28 wsi i 1 osiedle.

## Miasta partnerskie
- Poti